# Мазанов Георгій Васильович
Георгій Васильович Мазанов (нар. 8 листопада 1912, Костянтинівка, Російська імперія — пом. 15 січня 2005, Москва, Росія) — радянський футболіст та тренер, виступав на позиції захисника. Майстер спорту СРСР (1941), Заслужений тренер РРФСР (1964), Заслужений працівник фізичної культури Української РСР.

## Кар'єра гравця
Народився Георгій Мазанов в містечку Костянтинівка на Донбасі в багатодітній родині, де був молодшою, тринадцятою дитиною. Ще в підлітковому віці, слідом за батьком і старшими братами, пішов працювати на місцевий склозавод. В середині 1920-х років захопився футболом. Грав за команду «Хімік», яка брала участь в міських змаганнях. Восени 1936 року Георгій отримує запрошення перейти в луганський «Дзержинець», в якому граючим тренером був відомий футболіст Іван Кладько. Уже через рік захисник перебирається в «Стахановець» зі Сталіно, який виступав у групі «А» чемпіонату СРСР. У гірницькій команді Мазанов, який грав на позиції крайнього захисника, став лідером оборонних порядків команди, одним з її найкращих футболістів довоєнного періоду, з 1939 року був капітаном команди, став єдиним гравцем, який відіграв без замін у всіх поєдинках команди в першій групі, починаючи з 1938 року і до червня 1941 року. У квітні 1941 року, Мазанову одному з перших в історії команди було присвоєно звання майстра спорту СРСР. Але незабаром чемпіонат через початок війни був перерваний.
|   | Атлетичної статури, відрізнявся хорошою позиційної грою, вміло діяв у відборі м'яча, був корисний у підіграванні партнерам. |
| — | |

У 1944 році тренер московських «Крил Рад» Абрам Дангулов, який добре знав можливості захисника ще по спільній роботі в довоєнному «Стахановці», запрошує Мазанова в свою команду, де той згодом відіграв чотири сезони, аж до розформування колективу.

## Кар'єра тренера
Взимку 1949 року Мазанов розпочинає вчитися у Вищій школі тренерів при Московському інституті фізичної культури і після закінчення курсів, навесні того ж року повертається в Сталіно, де призначається старшим тренером «Шахтаря», який на той час знову виступав у першій групі. Дебютний сезон на посаді наставника команди для Мазанова склався невдало. Кістяк команди, складений з досвідчених футболістів, найчастіше старших за самого тренера, й молодих гравців, стабільної гри не демонстрував і протистояти найкращим командам не зміг. У підсумку гірники посіли останнє 18 місце.
Наступною командою в кар'єрі тренера став новостворений «Більшовик» зі Сталінабада, який стартував у класі «Б» сезону 1950 року. Проте колектив, зібраний за декілька тижнів до старту першості, не зміг на рівних боротися з досвідченішими командами, в результаті посів останнє місце в турнірній таблиці і позбувся статусу команди майстрів. У наступному сезоні Сталінабад у класі «Б» представляло «Динамо» — чемпіон і володар Кубка Таджикистану. Очолити динамівців було доручено Мазанову. Команда провела чемпіонат не рівно, хоча в підсумку виступила успішніше за свого попередника, посівши 15 місце серед 18 команд. Після закінчення чемпіонату Георгій Васильович покинув колектив, а через рік припинила своє існування й динамівська команда зі столиці Таджикистану.
У 1952 році Мазанов тренував армійців зі Свердловська, а в 1953 році очолив кишинівський «Буревісник». У листопаді 1955 року прийняв таганрозьке «Торпедо», з яким переміг у першості РРФСР і вивів команду в клас «Б», де двічі ставав срібним призером зонального турніру. Пізніше очолював ряд російських команд — «Знамя Труда» у 1961 році, «Ростсільмаш» — з 1962 року по липень 1963 року, «Трактор» (Сталінград).
З 1965 по 1970 роки працював у Федерації футболу РРФСР. У 1971 році повертається до тренерської діяльності, очоливши саратовський «Сокіл», але через внутрішньокомандні розбіжності в середині сезону покинув клуб і наступних півроку провів у таганрозькому «Торпедо», яке наприкінці року цю команду було розформовано. У сезоні 1972 року працював в Узбекистані, на посаді начальника команди «Зарафшан» з міста Навої. У 1974-1975 роках тренував тульський «Металург», який пізніше змінив назву на «Машинобудівник».
У 1977-1980 роках був тренером і консультантом збірної СРСР складеної з футболістів з обмеженим слухом. У 1980 році обраний заступником голови спортивно-технічної комісії Федерації футболу РРФСР. Інспектував матчі другої ліги.
Помер 15 січня 2005 в Москві у віці 92 років.

## Сім'я
Син Георгія Васильовича — відомий плавець Віктор Мазанов, рекордсмен, чемпіон світу і Європи, багаторазовий призер Олімпійських ігор.

## Досягнення

### Як тренера
«Торпедо» (Таганрог)
- Перша ліга СРСР
  -  Срібний призер (1): 1956 (перша група класу «Б»)

- Чемпіонат Російської ФСРР
  -  Чемпіон (1): 1955